# Piper bengalense
Piper bengalense är en pepparväxtart som beskrevs av C. Dc.. Piper bengalense ingår i släktet Piper och familjen pepparväxter. Inga underarter finns listade i Catalogue of Life.